# Op på fars Jihad
Op på fars Jihad var et stand-up-show som turnerede rundt i Danmark i år 2002 med Omar Marzouk & Jan Gintberg.